# روجر دوفي
روجر دوفي (بالإنجليزية: Roger Duffy)‏ هو لاعب كرة قدم أمريكية أمريكي، ولد في 16 يوليو 1967 في بيتسبرغ في الولايات المتحدة.

## وصلات خارجية
- روجر دوفي على موقع مرجع كرة القدم المحترفة.كوم (الإنجليزية)